# Алекс Райдер
«А́лекс Ра́йдер» (англ. Alex Rider) — британский сериал в жанре шпионского триллера, основанный на одноимённой серии романов писателя Энтони Горовица. Гай Бёрт выступил сценаристом сериала. Отто Фаррант исполнил роль Алекса Райдера, подростка, которого вербует подразделение MI-6 для выполнения специальных миссий. Созданием сериала совместно занимались студии «Eleventh Hour Films» и «Sony Pictures Television». Премьера восьмисерийного первого сезона состоялась 4 июня 2020 года в Великобритании на платформе Amazon Prime Video. Третий и финальный сезон вышел 5 апреля 2024 года на Amazon Freevee.

## Сюжет
Лондонский подросток Алекс Райдер завербован Департаментом специальных операций, подразделением Секретной разведывательной службы (MI-6), для того, чтобы проникнуть в «исправительную» школу для детей олигархов – трудных подростков – со всего мира.

## Актёрский состав

### В главных ролях
- Отто Фаррант — Алекс Райдер[2], подросток с недюжинными способностями, завербованный Департаментом специальных операций.
- Стивен Диллейн — Алан Блант[2], проницательный глава Департамента специальных операций.
- Вики Макклюр — миссис Джоунс[2], заместитель главы Департамента специальных операций и наставник Алекса.
- Бренок О’Коннор — Том Харрис[2], лучший друг Алекса.
- Ронке Адеколуэхо — Джек Старбрайт[2], выпускница Лондонского колледжа, родом из Америки, опекун и друг Алекса.
- Лиам Гэрриган — Мартин Уилби[2], агент Департамента специальных операций и коллега Йена.
- Эйс Бхатти — Джон Кроули[2], начальник штаба Департамента специальных операций.
- Томас Левин — Яссен Григорович, таинственный убийца.
- Халук Бильгинер — доктор Грайф[2], директор школы Пойнт-Блэнк.
- Говард Чарльз — Волк[2], лидер отряда Особой воздушной службы (SAS).
- Ньяша Хатенди — Смизерс[2], квартирмейстер Департамента специальных операций.
- Ана Улару — Ева Стелленбош[2], декан школы Пойнт-Блэнк.
- Марли Сиу — Кира Ващенко-Чао[2], хакер из Сингапура и студентка школы Пойнт-Блэнк.

### Роли второго плана
- Джордж Сиа — Паркер Роско, американский выпускник школы Пойнт-Блэнк и наследник медиа-империи.
- Эндрю Баззео — мистер Босвелл, учитель английского языка Алекса и Тома.
- Мэйси Найман — Стеф, ученица школы Алекса, которая симпатизирует Тому.
- Шалиша Джеймс-Дэвис — Аиша, популярная ученица в школе Алекса, которая испытывает взаимную симпатию к нему.
- Кайли Хатчинсон — Орлица, снайпер отряда Волка.
- Ребекка Скроггс — Змея, член отряда Волка.
- Бен Пил — Лис, член отряда Волка.
- Талита Уинг — Саша, студентка школы Пойнт-Блэнк[2], которая симпатизирует Алексу.
- Натан Кларк — Арраш[2], студент школы Пойнт-Блэнк.
- Катрин Ванкова — Лора[2], студентка школы Пойнт-Блэнк, дружит с Алексом.
- Эрл Кейв — Джеймс[2], австралиец[3], наследник корпорации по производству оружия и студент школы Пойнт-Блэнк, дружит с Алексом.

### Эпизодические роли
- Эндрю Бьюкен — Йен Райдер[2], агент Департамента специальных операций и дядя Алекса.
- Стивен Брэнд — Майкл Роско, генеральный директор Roscorp Media и отец Паркера.
- Льюэлла Гидеон — мисс Бейкер, учительница в школе Алекса.
- Саймон Шепард — сэр Дэвид Френд, владелец Friend Foundation, мультимиллиардер в сфере продовольствия.
- Люси Экхерст — леди Кэролайн Френд, жена сэра Дэвида.
- Джошуа Хердман — Стэн, парикмахер.
- Алана Боден — Фиона Френд, трудный подросток, дочь сэра Дэвида и леди Кэролайн.
- Ральф Проссер — Рэйф, друг Фионы.
- Саймон Пэйсли Дэй — доктор Бакстер, врач и учитель физкультуры школы Пойнт-Блэнк.
- Джеймс Грейси — Лэнгхэм, личный помощник Паркера.
- Али Хаджи-Хешмати — Джавид, друг Тома и Алекса.

## Производство
В мае 2017 года издательство «Variety» сообщило, что студия «Eleventh Hour Films» получила права на экранизацию серии романов «Алекс Райдер» писателя Энтони Горовица и будет снимать сериал для телеканала ITV. Гай Бёрт стал шоураннером проекта.
В июле 2018 года «Variety» сообщило, что компания «Eleventh Hour Films» объединится с «Sony Pictures Television» для производства восьмисерийной адаптации романа «Точка отсчёта» («Point Blanc»), второй книги серии. Горовиц выступит исполнительными продюсером сериала. К работе над проектом будут подключены международные дистрибьюторские подразделения  компании «Sony Pictures Television» под руководством Уэйна Гарви and Кейт Ле Гой. Sony будет заниматься финансированием сериала и поиском дистрибьюторов на телевидении или на стриминг-сервисах.
В конце сентября 2019 года был выпущен первый тизер-трейлер сериала. Официальными членами актёрского состава были объявлены Отто Фаррант, Бренок О’Коннор, Стивен Диллейн, Вики Макклюр, Эндрю Бьюкен, Ронке Адеколуэхо, Эйс Бхатти и Ньяша Хатенди. Режиссёрами сериала стали Андреас Прочаска и Кристофер Смит. Съёмки проходили в Лондоне, а также около городка Синая в Румынии.

## Список серий
| № | Эпизод     | Режиссёр         | Автор сценария | Дата премьеры |
| --- | ---------- | ---------------- | -------------- | ------------- |
| 1 | «Эпизод 1» | Андреас Прохаска | Гай Бёрт       | 4 июня 2020   |
| Нью-йоркский бизнесмен Майкл Роско падает в шахту лифта после того, как наёмный убийца с помощью специальной программы создаёт электронную проекцию лифта прямо перед Роско. Перед смертью он договорился встретиться с Аланом Блантом в Лондоне. Лондонский подросток Алекс Райдер помогает своему лучшему другу Тому и забирается в школу, чтобы заполучить мобильный телефон Тома, который конфисковал на уроке учитель. Но Алекс попадается в коридоре на глаза учителю и дядя Алекса, Иен Райдер, конфискует телефон и забирает Алекса домой. Иен — шпион, работающий под прикрытием. Он начинает расследование смертей двух крупных бизнесменов: выясняется, что их дети учились в одной специализированной школе «Пойнт-Блэнк». Но один из агентов, Мартин Уилби, предаёт Иена и заводит его в ловушку к некому Яссену Грегоровичу, который убивает Иена. Полиция сообщает Алексу и его опекуну Джек Старбрайт, что Иен погиб в ДТП, превысив скорость. Алекс отказывается верить в эту версию и с помощью приложения «Найди телефон» определяет местоположение телефона Тома, который остался в бардачке машины Иена. Алекс находит машину, но на ней нет ни следа аварии. Подросток следит за группой незнакомцев, которые забирают машину. Слежка приводит Алекса к зданию специального подразделения MI-6, где он встречает главу подразделения Алана Бланта и миссис Джонс, которые, осознав навыки и сноровку Алекса, пытаются завербовать его. Поначалу Алекс отказывается, но после того, как МИ-6 угрожает Джек депортацией, а Алексу — детдомом, он решает им помочь. |            |                  |                |               |